# ユーロ・ディズニーS.C.A.
ユーロ・ディズニーS.C.A.（Euro Disney S.C.A.）とは、ウォルト・ディズニー・カンパニー（ディズニー・エクスペリエンス）の子会社で、ディズニーパークのディズニーランド・パリを運営している。

## 概要
1992年に開業したディズニーランド・パリの運営を行うために設立された。当時はフランスの公開会社として設立され、主要株主はウォルト・ディズニー・カンパニーの他、フランス政府、キングダム・ホールディング・カンパニーなどであった。
その後、ディズニーランド・パリの経営不振により幾度となく財政危機に見舞われる。そしてウォルト・ディズニー・カンパニーは株の回収を決め、2017年6月13日に95%の株を持ち、ユーロ・ディズニーS.C.A.を子会社化することを発表した。